# 莫里奇道
莫里奇道，是匈牙利杰尔-莫雄-肖普朗州所辖的一个村。总面积32.30平方公里，总人口837，人口密度25.9人/平方公里（2011年1月1日）。

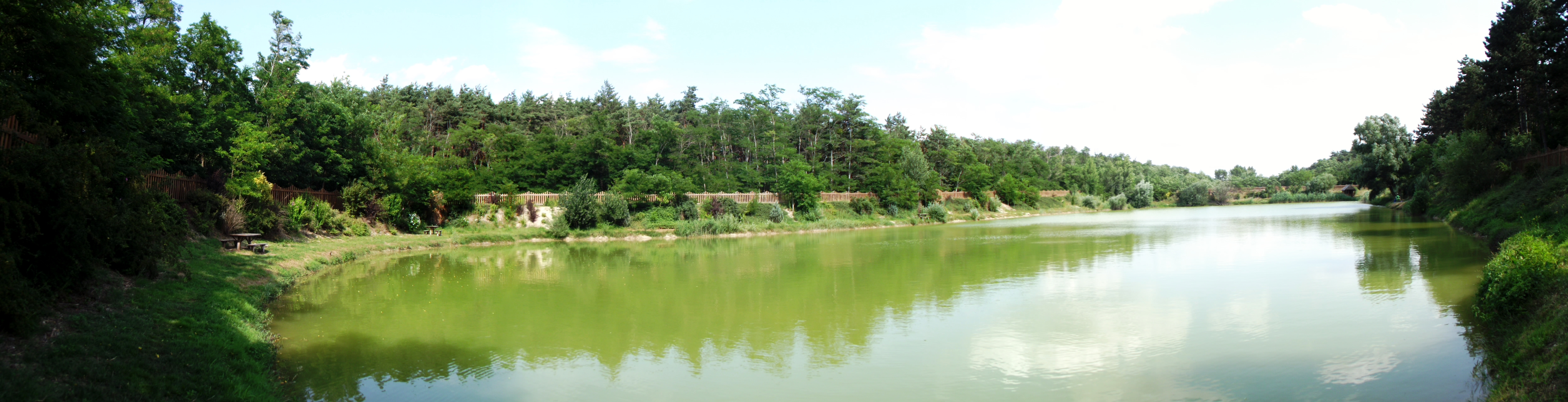
Kaszalapi湖